# Orgel der Pfarrkirche Zur frohen Botschaft

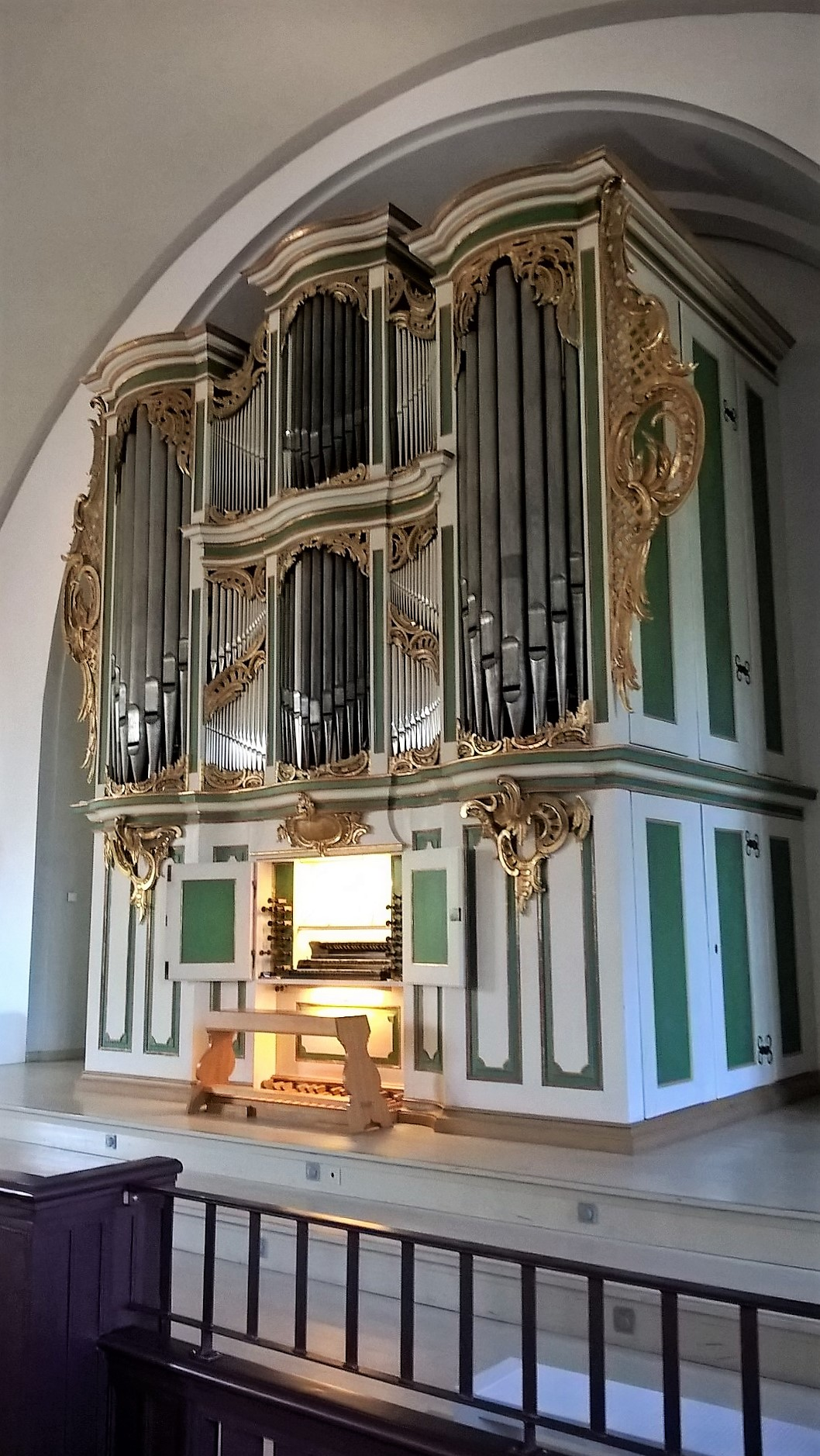
Amalienorgel in der Kirche in Berlin-Karlshorst

Die Orgel der Pfarrkirche Zur frohen Botschaft (auch Amalien-Orgel) in Berlin-Karlshorst ist eine 1755 von Johann Peter Migendt und Ernst Julius Marx für Prinzessin Anna Amalie von Preußen erbaute Orgel. Nach mehreren Überführungen steht das Instrument seit 1960 in der Pfarrkirche Zur frohen Botschaft. Die denkmalgeschützte Orgel ist in allen ihren Bauteilen weitgehend erhalten und gilt als die bedeutendste Barockorgel Berlins. Sie verfügt über 22 Register, die auf zwei Manuale und Pedal verteilt sind. Der Prospekt ist nach Entwürfen von Johann Michael Hoppenhaupt im Stil des Rokoko mit vergoldetem Schnitzwerk filigran gestaltet.

## Geschichte

### Neubau durch Migendt und Marx 1755

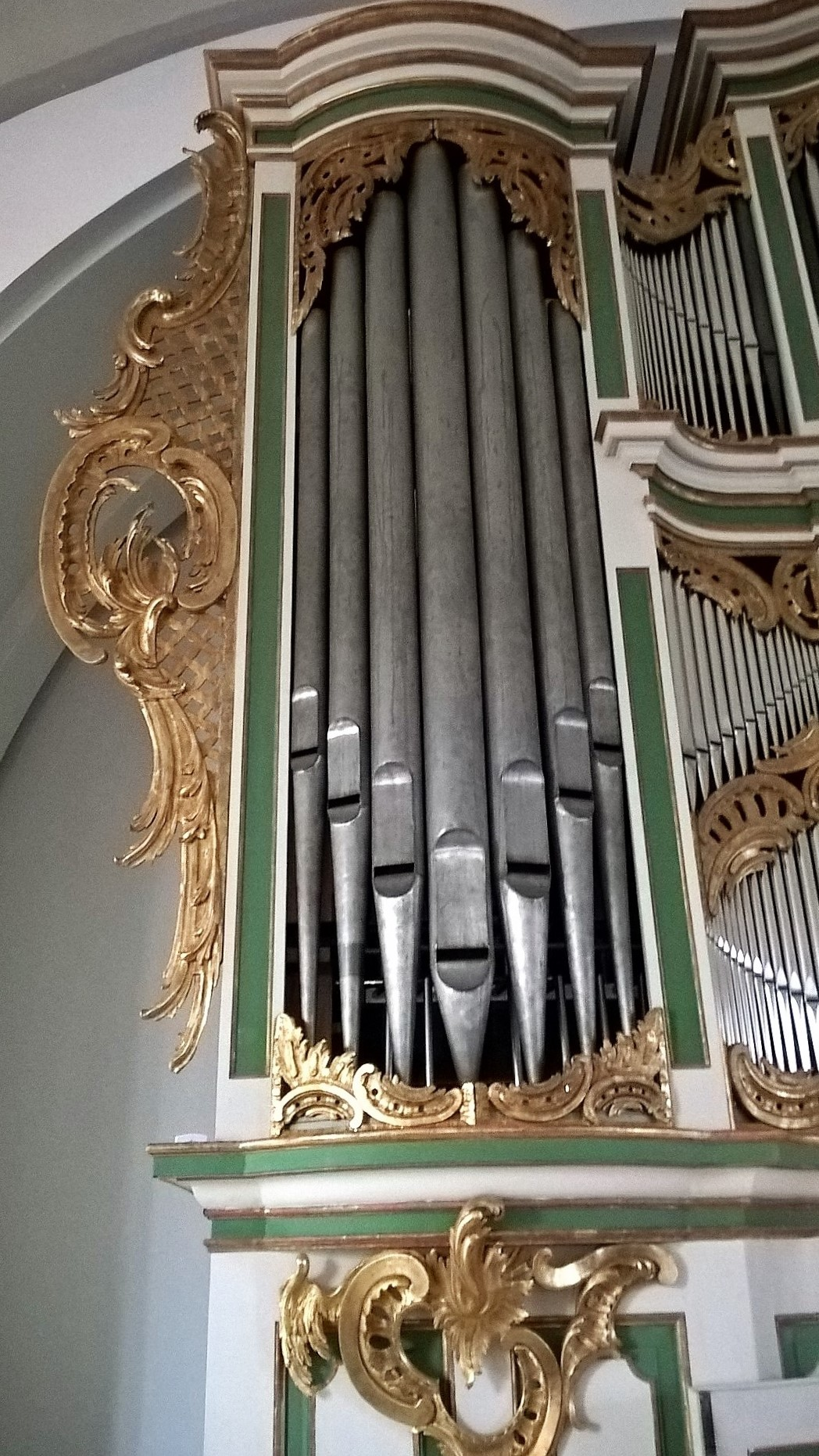
Mit Rocaillen verzierter Seitenturm

Die Orgel wurde 1755 von Johann Peter Migendt und Ernst Julius Marx für Prinzessin Anna Amalie von Preußen für das Berliner Stadtschloss im Stil des Rokoko erbaut. Migendt war Schüler und Nachfolger des berühmten Joachim Wagner, während Marx wahrscheinlich bei Migendt den Orgelbau erlernte. Die Orgel war ein Geschenk ihres Bruders Friedrichs des Großen. Anna Amalie war Pflege und Erhalt der höfischen Musiktradition besonders wichtig. So erhielt sie Kompositionsunterricht beim Bachschüler Johann Philipp Kirnberger, stand in schriftlicher Korrespondenz mit Carl Philipp Emanuel Bach und schuf darüber hinaus den Grundstein einer umfangreichen Notenbibliothek von heute unschätzbarem Wert.

### Überführungen 18.–20. Jahrhundert

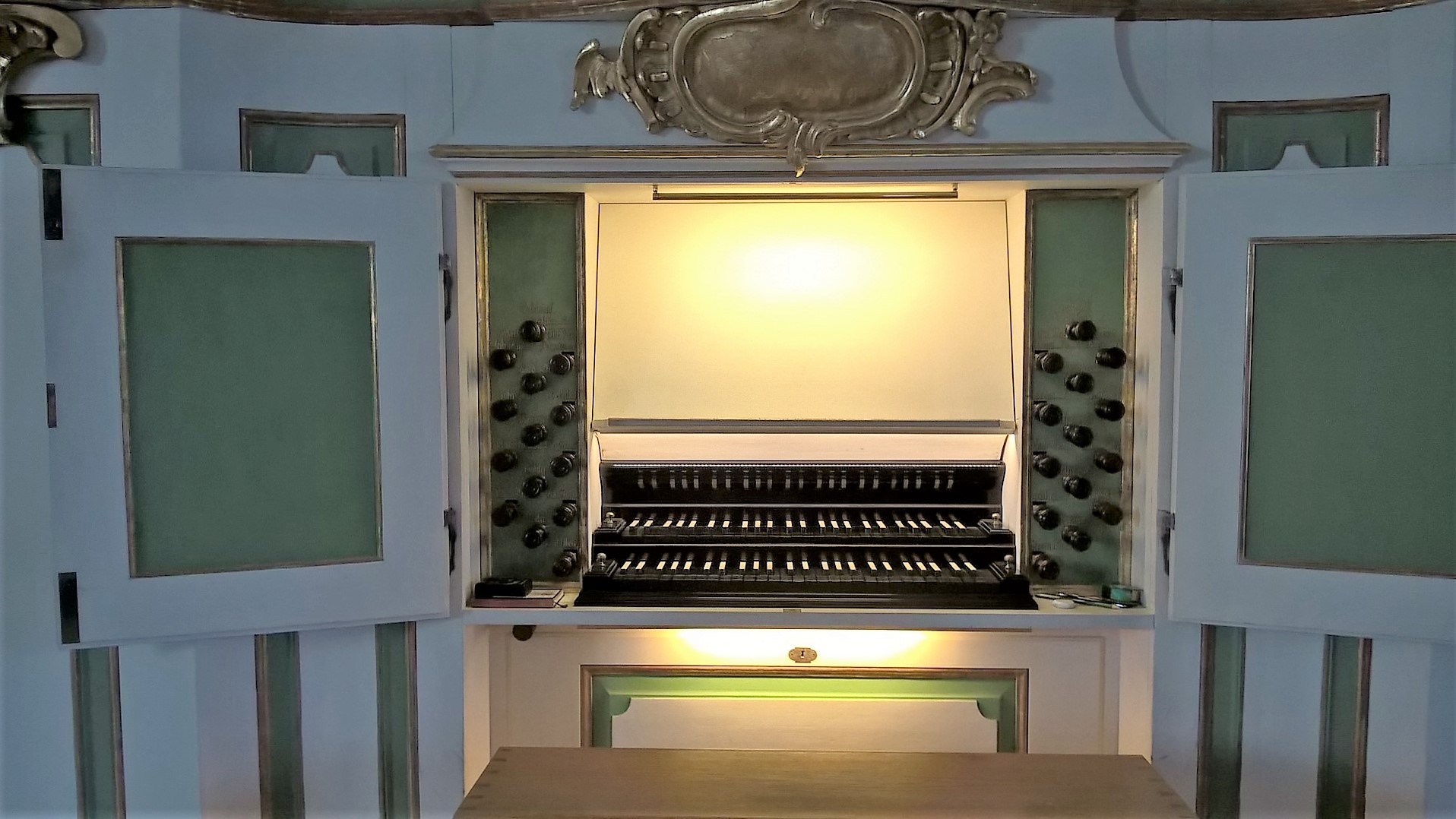
Spieltisch

1767 wurde die Orgel in das Palais Unter den Linden 7 überführt. 1788 gelangte das Instrument nach dem Tode Amalies als Schenkung von Prinz Ludwig von Preußen in die Schlosskirche in Berlin-Buch. Gutsherr von Buch war seinerzeit der preußische Geheime Staatsminister Otto von Voß, seine Schwester Julie war seit 1787 morganatische Ehefrau des preußischen Königs Friedrich Wilhelm II. Die Bekrönungen auf dem Prospekt wurden wegen der niedrigen Decke entfernt: Schnitzereien und die sitzende Figur der Göttin der Musik mit zahlreichen Musikinstrumenten. Ende der 1930er Jahre stellte man fest, dass die Orgel für die Bucher Schlosskirche viel zu groß war. Die Orgel wurde an die St. Marien- und St. Nikolai-Gemeinde in Berlin-Mitte verkauft und sollte als Zweitinstrument in der Marienkirche aufgestellt werden, wozu es durch den Ausbruch des Zweiten Weltkrieges aber nicht mehr kam. 1938–1939 wurde die Orgel abgebaut und von der Firma Schuke aus Potsdam nach gründlicher Untersuchung zum größten Teil in ihrer Werkstatt eingelagert. Der Prospekt mit den Pfeifen wurde in der Kirche St. Marien und zwischenzeitlich auch in der Berliner Münze eingelagert. 1956 wurde das Instrument der Kirchengemeinde Zur frohen Botschaft in Berlin-Karlshorst geschenkt, deren zuerst vorhandene Sauer-Orgel verschwunden war.

### Restaurierung durch Schuke 1959/1960
1959/60 wurde das Instrument durch die Firma Schuke restauriert und in der Pfarrkirche Zur frohen Botschaft in Berlin-Karlshorst aufgestellt. Dabei griff Schuke in die Originalsubstanz ein und nahm eine Dispositionsänderung vor. Er ging davon aus, dass bis auf die Posaune 16′ alle Zungenstimmen im Laufe der Zeit ersetzt worden seien. Deshalb wurde im Hauptwerk das Register Flöt Dus 8′ durch eine Trompete 8′, im Oberwerk das Register Salicional 8′ durch eine Vox humana 8′ und im Pedal das Register Bass Flöt 8′ durch eine weitere Trompete 8′ ersetzt. Außerdem erfolgte eine Verkürzung der Pfeifen und dadurch eine Erhöhung des Stimmtons.

### Disposition von 1960 bis 2009
| I Hauptwerk C–f3 |       |     |
| Principal        | 8′    | A/N |
| Viola di Gamba   | 8′    | A   |
| Bordun           | 16′   | A/N |
| Rohrflöte        | 8′    | A   |
| Octave           | 4′    | A   |
| Quine            | 3′    | A   |
| Octave           | 2′    | A   |
| Mixtur IV        | 1 ⁄3′ | A   |
| Trompete         | 8′    | N   |

| Oberwerk C–f3 |       |     |
| Principal     | 4′    | A/N |
| Quintadena    | 8′    | A   |
| Gedackt       | 8′    | A/N |
| Gedackt       | 4′    | A   |
| Nassat        | 2 ⁄3′ | A   |
| Waldflöte     | 2′    | A   |
| Siffflöte     | 1′    | A/N |
| Vox Humana    | 8′    | N   |

| Pedal C–d1 |     |     |
| Subbass    | 16′ | N   |
| Octavbass  | 8′  | A/N |
| Octavbass  | 4′  | A   |
| Posaune    | 16′ | A/N |
| Trompete   | 8′  | NF  |

A = alt (1755)
N = neu (1960)
- Koppeln: II/I (als Gabelkoppel), I/P
- Spielhilfen: 3 Sperrventile
- Tremulant
- Stimmung:
  - Höhe a1=440 Hz
  - Art: Kirnberger-Stimmung III,2

### Restaurierung durch Wegscheider 2009/2010

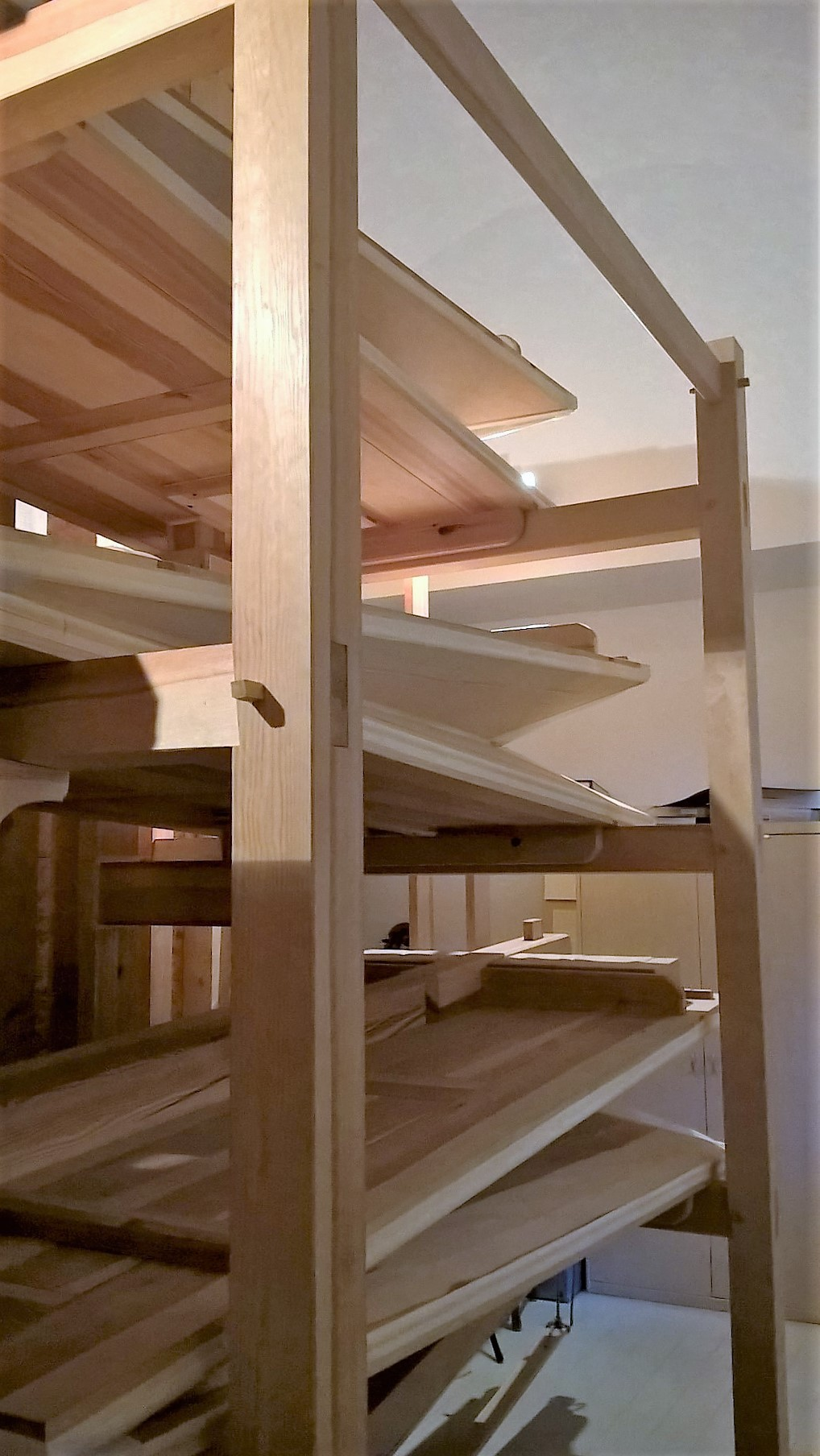
Von Wegscheider rekonstruierte Balganlage

Zwischen September 2009 und Dezember 2010 erfolgte durch die Orgelwerkstatt Wegscheider aus Dresden eine umfassende Restaurierung. Die 1960 hinzugefügten Register wurden entfernt und durch die ursprünglich vorhandenen ersetzt. Auch einige weitere schadhafte 1960 eingebaute Pfeifen wurden ersetzt. Wegscheider rekonstruierte die Balganlage mit drei Keilbälgen. Der Stimmton wurde in Annäherung an den Originalzustand auf 430 Hertz abgesenkt.
Die Fassung des Prospektes, das Schnitzwerk und die Farbgebung wurden ebenfalls restauriert, durch die Dresdner Restauratorin Hilke Frach-Renner. Die erneuerte Orgel wurde am 10. Dezember 2010 eingeweiht.

### Besonderheiten

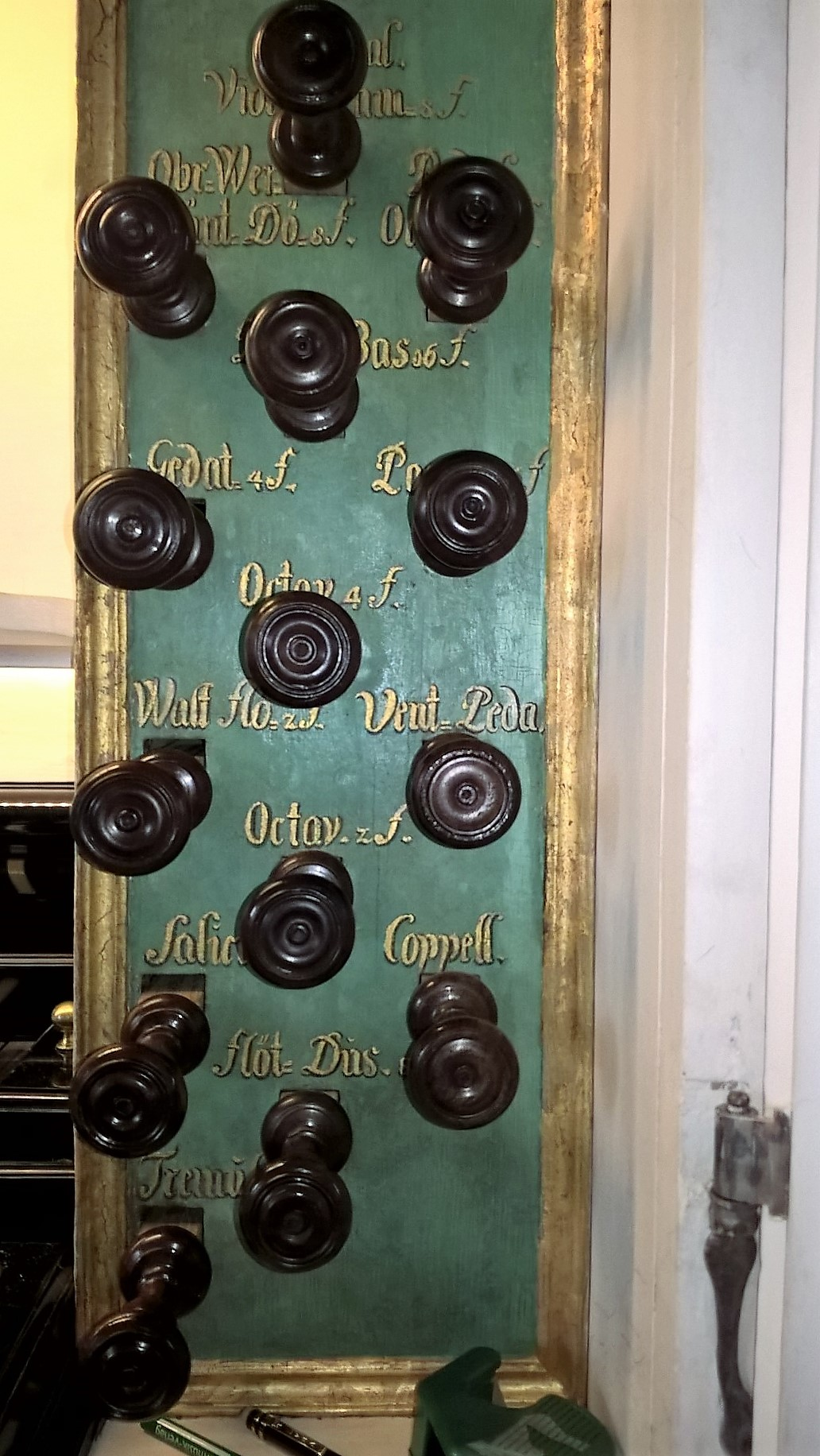
Registerzüge an der rechten Seite

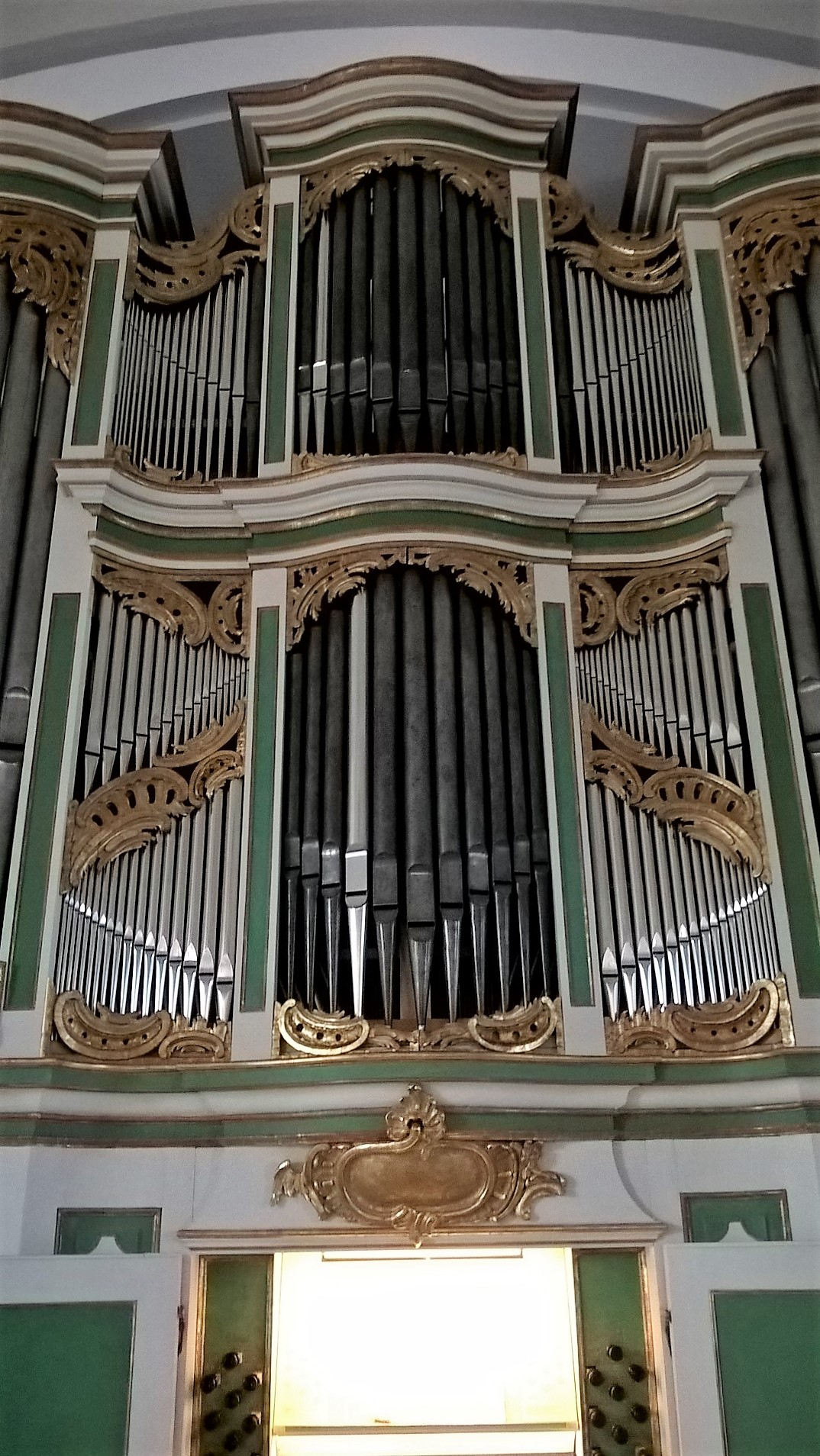
Dunkle Originalpfeifen und helle rekonstruierte Zinnpfeifen im Mittelteil

Die Amalien-Orgel ist die einzige Orgel Berlins, die aus dem 18. Jahrhundert erhalten ist. Äußerlich und klanglich ist sie vom Rokoko geprägt. Der 6,00 Meter hohe und 4,80 Meter breite Prospekt ist fünfachsig angelegt und nach Entwürfen Johann Michael Hoppenhaupts gestaltet. Zwei Seitentürme für das Pedalwerk flankieren das zweigeschossige Mittelteil, dessen Mittelturm leicht überhöht ist. Kräftig profilierte Kranzgesimse und Rocaillen mit Engelflügeln bilden den unteren und oberen Abschluss der Pfeifenfelder. Ein Mittelgesims, von dem nach oben und unten vier Leisten ausgehen, trennt das Oberwerk vom Hauptwerk auch optisch. Die seitlichen, 3,20 Meter hohen Blendflügel verzieren das Obergehäuse und haben in den Rocaillen durchbrochenes Rautenwerk. Unter den Konsolen der Seitentürme sind ebenfalls Rocaillen angebracht, oberhalb des Spieltisches eine vergoldete Kartusche mit feinem Blattwerk und Blüten. Die bekrönenden Schnitzereien sind aufgrund der Umsetzung in die Schlosskirche Buch mit ihrem niedrigen Rundbogen, unter dem die Orgel 1788 aufgestellt wurde, nicht erhalten.
Trotz mehrerer Umsetzungen der Orgel im Verlauf ihrer mehr als 250-jährigen Geschichte sind alle wesentlichen Orgelbauteile erhalten. Die Orgel besitzt 22 klingende Register und hat einen für den Berliner Raum und ihre Erbauungszeit ungewöhnlich großen Tastenumfang bis f3, der vermutlich durch Carl Philipp Emanuel Bach beeinflusst wurde. Bach komponierte seine sechs Orgelsonaten für die Amalien-Orgel, deren Echoeffekte auf den beiden unterschiedlich konzipierten Manualwerken ideal darstellbar sind.
Die Disposition weist kammermusikalische Qualitäten auf und zeichnet sich durch charaktervolle Einzelstimmen wie auch durch zahlreiche Kombinationsmöglichkeiten aus. Das Hauptwerk hat einen vollständigen Prinzipalchor mit einem sanften Plenum, das durch den Bordun 16′ Gravität erhält. Als weitere Acht-Fuß-Register stehen eine kräftige Viola di Gamba, eine farbige Rohrflöte und eine sehr zarte Flöt Dus zur Verfügung. Hingegen wird das Oberwerk durch den vollständigen Flötenchor beherrscht, der von den beiden grundtönigen Gedacktregistern bis zur Siffflöte 1′ hinaufreicht. Ergänzt werden die Flötenstimmen im Oberwerk durch den Prinzipal 4′ (teils im Prospekt) und zwei Acht-Füße: ein eng mensuriertes labiales Salicional 8′ und eine sanft quintierende Quintadena 8′, sodass jedes Manualwerk drei unterschiedliche Acht-Füße, jedoch keine Zungenregister aufweist. Das Pedal verfügte ursprünglich über keine Pedalkoppel und ist mit fünf Stimmen entsprechend reich besetzt. Als einzige Zungenstimme gibt es hier eine Posaune 16′.
Die Orgel ist als Teilobjekt der Gesamteinheit Kirche, Gemeindehaus und Pfarrhaus denkmalgeschützt. Sie ist regelmäßig in Konzertreihen zu hören. Daneben steht sie als Ausbildungsinstrument den Studierenden der Kirchenmusik an der Universität der Künste Berlin zur Verfügung. Ein Förderverein hat sich zum Ziel gesetzt, die bedeutendste Barockorgel Berlins zu erhalten. Der im Jahr 2003 gegründete Verein hat auch die Restaurierung der Orgel 2009/2010 unterstützt und begleitet.

### Disposition seit 2010 (= 1755)
| I Hauptwerk C–f3 |       |     |
| Principal        | 8′    | A/N |
| Viola di Gamba   | 8′    | A   |
| Bordun           | 16′   | A/N |
| Rohrflöte        | 8′    | A   |
| Octave           | 4′    | A   |
| Quine            | 3′    | A   |
| Octave           | 2′    | A   |
| Mixtur IV        | 1 ⁄3′ | A   |
| Flöt Dus         | 8′    | A   |

| Oberwerk C–f3 |       |     |
| Principal     | 4′    | A/N |
| Quintadena    | 8′    | A   |
| Gedackt       | 8′    | A/N |
| Gedackt       | 4′    | A   |
| Nassat        | 2 ⁄3′ | A   |
| Waldflöte     | 2′    | A   |
| Siffflöte     | 1′    | A/N |
| Salicional    | 8′    | A   |

| Pedal C–d1 |     |     |
| Subbass    | 16′ | N   |
| Octavbass  | 8′  | A/N |
| Octavbass  | 4′  | A   |
| Posaune    | 16′ | A/N |
| BassFlöt   | 8′  | N   |

A = alt (1755)
N = neu (2010)
- Koppeln: II/I (als Gabelkoppel), I/P (reversibel)
- Spielhilfen: 3 Sperrventile
- Tremulant

Stimmtonhöhe a1=430 Hz bei 17,5 °C

Temperierung: Bach-Kellner

Winddruck: 65 mm WS
Anmerkungen
1. 1 2  C bis cis Holz, neu; ab d Zinn, alt
2. 1 2  Schuke 1960
3. 1 2  C bis Dis Holz neu; Rest Zinn, alt
4. 1 2  Bis h1 als Rohrflöte, danach offen
5. 1 2  Holz
6. 1 2  C bis Fis Holz, neu; Rest Zinn, alt
7. 1 2  Kehlen und Stiefel alt, Becher und Zungen neu
8. ↑  Holz 1755
9. ↑  Zinn 1755
10. ↑  Holz 2010

## Technische Daten
| - 22 Register - Windlade: Schleiflade - Spieltisch(e): - Spielschrank - 2 Manuale - Pedal - Registerzüge | - Traktur: - Tontrakur: Mechanisch - Registertraktur: Mechanisch |

## Aufnahmen/Tonträger
- Die Orgelkonzerte. 1987, Eterna 7 25 059, LP. (Roland Münch spielt Carl Philipp Emanuel Bach: Fantasie und Fuge c-moll, Präludium D-Dur.)
- Des solln wir alle froh sein. 1988, Diakonisches Werk – Evangelisationsdienst 8 28 018, LP. (Musik und Texte zur Osterzeit. Orgel: Roland Münch, Trompete: Eckhardt Meinl, Sprecher: Ezard Haussmann).
- Die Orgel der Prinzessin Anna Amalia von Preußen. 1988, Eterna 7 25 093, LP. (Roland Münch spielt Carl Philipp Emanuel Bach: Sonate g-Moll Wq 70,6.)
- Konzerte für Orgel und Orchester. 2005, CD. (Johannes Geffert und die Johann Christian Bach-Akademie spielen Orgelkonzerte von Carl Philipp Emanuel Bach; auf historischen Instrumenten.)
- Die Amalien-Orgel in Berlin-Karlshorst vor und nach der Restaurierung. Organistin: Beate Kruppke. 2011, CD mit Aufnahmen vor und nach der Restaurierung der Orgel
- 6 Organ Sonatas. 2014, Challenge Classics 0608917226027, CD. (Ton Koopman spielt die von Carl Philipp Emanuel Bach für die Amalien-Orgel komponierten Orgelsonaten)
- Bach und Böhm an der Amalien-Orgel in Berlin-Karlshorst. Organstin: Beate Kruppke, 2018